# Gretna FC
Gretna F.C. a fost un club de fotbal din Gretna, Scoția, fondat în anul 1946. În 2008 a fost desființat.

## Lotul final
| Nr. |                   | Poziție | Jucător                                           |
| --- | ----------------- | ------- | ------------------------------------------------- |
| 2   | Scoția            | F       | Craig Barr                                        |
| 7   | Anglia            | M       | Ryan Baldacchino                                  |
| 11  | Anglia            | M       | Gavin Skelton                                     |
| 12  | Republica Irlanda | M       | Brendan McGill                                    |
| 17  | Anglia            | M       | Steven Hogg                                       |
| 20  | Anglia            | M       | Nicky Deverdics                                   |
| 24  | Scoția            | P       | Greg Fleming                                      |
| 26  | Anglia            | M       | Paul Murray                                       |
| 27  | Ghana             | M       | Abdul Osman                                       |
| 34  | Anglia            | M       | Dan Robinson                                      |
| 36  | Anglia            | F       | Danny Hall                                        |
| 37  | Anglia            | F       | Kyle Naughton (împrumutat de la Sheffield United) |
| 38  | Anglia            | M       | John Paul Kissock (împrumutat de la Everton)      |

| Nr. |         | Poziție | Jucător                                          |
| --- | ------- | ------- | ------------------------------------------------ |
| 39  | Anglia  | M       | Ben Wilkinson (împrumutat de la Hull City)       |
| 40  | Polonia | P       | Artur Krysiak (împrumutat de la Birmingham City) |
| 41  | Anglia  | F       | Rhys Meynell (împrumutat de la Barnsley)         |
| 43  | Suedia  | F       | Erik Schultz-Eklund                              |
| 45  | Anglia  | M       | Nathan Fisher                                    |
| 46  | Anglia  | A       | Nathan Taylor                                    |
| 47  | Anglia  | F       | Jack Sharples                                    |

## Antrenori
- Mike McCartney (1988–2000)
- Rowan Alexander (2000–2007)[2]
- Davie Irons (2007–08)
- Andy Smith (2008)
- Mick Wadsworth (2008)